# Пол-Успенье
Пол-Успе́нье — село в Краснозоренском районе Орловской области России. Административный центр Успенского сельского поселения.

## География
Село находится в восточной части Орловской области, в лесостепной зоне, в пределах центральной части Среднерусской возвышенности, на правом берегу реки Малая Чернава, на расстоянии примерно 14 км (по прямой) к юго-востоку от посёлка Красная Заря, административного центра района.

### Климат
Климат умеренно континентальный, с умеренно холодной продолжительной зимой и тёплым летом. Среднегодовая температура воздуха — 4,1 °C. Абсолютный минимум температуры воздуха самого холодного месяца (января) составляет −30,2 °C; абсолютный максимум самого тёплого месяца (июля) — 36,9 °C. Продолжительность периода активной вегетации растений колеблется от 135 до 145 дней. Среднегодовое количество атмосферных осадков составляет 500—537 мм, из которых большая часть выпадает в тёплый период.

### Часовой пояс
Село Пол-Успенье, как и вся Орловская область, находится в часовой зоне МСК (московское время). Смещение применяемого времени относительно UTC составляет +3:00.

## Население
| 2002 | 2010 |
| ---- | ---- |
| 191  | ↘109 |

### Половой состав
По данным Всероссийской переписи населения 2010 года, в гендерной структуре населения мужчины составляли 47,7 %, женщины — соответственно 52,3 %.

### Национальный состав
Согласно результатам переписи 2002 года, в национальной структуре населения русские составляли 97 % из 191 чел.

## Известные уроженцы
- Ролин, Николай Михайлович (1914—1977) — советский военнослужащий, майор, Герой Советского Союза.